# Пам'ятки історії Крижопільського району
У Крижопільському районі Вінницької області на обліку перебуває 35 пам'яток історії.
| № п/п | Охоронний № | Найменування пам'ятки                                                                                | Адреса                                                    | Дата (епоха)           | Дата відкриття або виявлення       | Автори                             | Матеріал                            | Основні розміри                         | Рішення про взяття під охорону |
| ----- | ----------- | --- | --------------------------------------------------------- | ---------------------- | ---------------------------------- | ---------------------------------- | ----------------------------------- | --------------------------------------- | ------------------------------ |
| 1.    | 97          | Пам'ятник 258 воїнам-односельчанам, загиблим на фронтах ВВВ                                          | с. Андріяшівка, Андріяшівська с/р, біля Будинку культури  | 1941—1945 рр.          | 1973 р.                            | ск. І. М. Сухина                   | ск. склоцемент, пост. бетон         | ск. 3 м, п. 2,3х1,9х0,4 м               | № 96 17.02.1983 р.             |
| 2.    | 422         | Братська могила 8 воїнів радянської армії, загиблих при визволенні села                              | с. Вербка, Вербська с/р, біля Будинку культури            | 1944 р.                | 1954 р.                            | Київський худ. фонд                | ск. з/бетон, пост. цегла            | ск. 2,3 м, п. 3,5х2,1х2,1 м             | № 313 10.06.1971 р.            |
| 3.    | 183         | Пам'ятник 352 воїнам-односельчанам, загиблим на фронтах ВВВ                                          | с. Вербка, Вербська с/р, біля контори КСП                 | 1941—1945 рр.          | 1969 р.                            | ск. Діденко, Кулягін, м. Київ      | ск. з/б, пост. камінь               | ск. 3,5 м, п. 4х1,5х1,2 м               | № 29 19.06.1977 р.             |
| 4.    | 423         | Братська могила 3 воїнів Радянської армії, загиблих при визволенні села                              | с. Вільшанка, Вільшанська с/р, біля Будинку культури      | 1944 р.                | 1955 р.                            | Київський худ. фонд                | ск. гіпс, пост. цегла               | ск. 2 м, п. 2х2х2 м                     | № 313 10.06.1971 р.            |
| 5.    | 430         | Пам'ятник 440 воїнам-односельчанам, загиблим на фронтах ВВВ                                          | с. Вільшанка, Вільшанська с/р, біля Будинку культури      | 1941—1945 рр.          | 1968 р.                            | Київський худ. фонд                | ск. скло цемент, об. граніт         | ск. 3,5 м, об. 12 м                     | № 313 10.06.1971 р.            |
| 6.    | 67          | Пам'ятник 527 воїнам-односельчанам, загиблим на фронтах ВВВ                                          | с. Гарячківка, Гарячківська с/р, Будинку культури         | 1941—1945 рр.          | 1986 р.                            | ск. І. М. Філіпенко                | з/бетон                             | ск. 3 м, п. 0,95х2х5 м                  | № 227 26.06.87 р.              |
| 7.    | 421431      | Могила 2 партизан громадянської війни, і пам'ятник 226 воїнам-односельчанам, загиблим на фронтах ВВВ | с. Голубече, Голубецька с/р, біля Будинку культури        | 1920 р., 1941—1945 рр. | 1967 р., 1969 р.                   | ск. Арон Футерман, В. Ковтун. Київ | ск. з/б, пост. камінь               | ск. 3 м, п. 3х1,8х1,8 м                 | № 313 10.06.1971 р.            |
| 8.    | 425         | Братська могила 2 воїнів Радянської армії, загиблих при визволенні села                              | с. Городківка, Городківська с/р, вул. Комсомольська       | 1944 р.                | 1953 р.                            | Одеський худ. фонд                 | ск. з/б, пост. цегла                | ск. 3 м, п. 1,2х1,1х1,1 м               | № 313 10.06.1971 р.            |
| 9.    | 426         | Братська могила 14 воїнів Радянської армії і 3 партизан, загиблих при визволенні села                | с. Городківка, Городківська с/р, вул. Трублаїні           | 1944 р.                | 1951 р.                            | Одеський худ. фонд                 | ск. черепашник, п. камінь           | ск. 1,2 м, п. 1,2х1,1х1,1 м             | № 313 10.06.1971 р.            |
| 10.   | 184         | Пам'ятник 829 воїнам-односельчанам, загиблим на фронтах ВВВ                                          | с. Городківка, Городківська с/р, вул. Леніна              | 1941—1945 рр.          | 1971 р.                            | ск. І. М. Сухина                   | ск. бетон, пост. камінь             | ск. 3 м, п. 3,5х1,6х0,6 м               | № 29 19.06.1977 р.             |
| 11.   | 424         | Братська могила 2 воїнів Радянської армії, загиблих при визволенні села                              | с. Гарячківка, Гарячківська с/р, вул. Свердлова           | 1944 р.                | 1954 р.                            | Київський худ. фонд                | з/бетон, пост. цегла                | ск. 1,8 м, ск. 1,6 м, п. 1,55х1,1х0,7 м | № 313 10.06.1971 р.            |
| 12.   | 71          | Пам'ятник 176 воїнам-односельчанам, загиблим на фронтах ВВВ                                          | с. Дахталія, Дахталійська с/р, вул. Шевченка              | 1941—1945 рр.          | 1985 р.                            | ск. Цуркан В. Д.                   | з/бетон                             | об. 9 м                                 | № 228 22.05.1986 р.            |
| 13.   | 120         | Пам'ятник 318 воїнам-односельчанам, загиблим на фронтах ВВВ                                          | с. Джугастра, Джугастрянська с/р, вул. Тельмана           | -//-                   | 1983 р.                            | Одеський худ. фонд                 | з/бетон                             | ск. 3 м, п. 1,6 м                       | № 75 20.02.1985 р.             |
| 14.   | 427         | Братська могила 25 воїнів Радянської армії, загиблих при визволенні села                             | с. Жабокрич, Жабокрицька с/р, вул. Леніна                 | 1944 р.                | 1946 р.                            | Київськийхуд. фонд                 | ск. з/бетон, пост. цегла об. бетон  | ск. 2 м, п. 1,5х1,2х0,7 м, об. 4 м      | № 313 10.06.1971 р.            |
| 15.   | 186         | Пам'ятник 363 воїнам-односельчанам, загиблим на фронтах ВВВ                                          | с. Жабокрич, Жабокрицька с/р, біля Будинку культури       | 1941—1945 рр.          | 1971 р.                            | Київський худ. фонд                | ск. склобетон, пост. бетон          | ск. 3,2 м, п. 2,3х1,7х1,2 м             | № 29 19.06.1977 р.             |
| 16.   | 432         | Пам'ятник 162 воїнам-односельчанам, загиблим на фронтах ВВВ                                          | с. Заболотне, Заболотненська с/р, біля профтехучилища     | 1941—1945 рр.          | 1965 р.                            | ск. Б. Астаулов, м. Київ           | ск. склобетон, пост. цегла          | ск. 3,5 м, п. 5х2х0,5 м                 | № 313 10.06.1971 р.            |
| 17.   | 437438      | Музей-садиба Д. К. Заболотного, професора, доктора медицини, академіка АН УССР                       | с. Заболотне, Заболотненська с/р, вул. Заболотного, 3     | 1866—1929 рр.          | кін. XIX ст., мемор. дошка 1929 р. | невідомі                           | цегла, б. з/б                       | буд. 48 м², об. 0,6 м, п. 1,4х1,2х1,1 м | № 313 10.06.1971 р.            |
| 18.   | 515         | Пам'ятник 99 воїнам-односельчанам, загиблим на фронтах ВВВ                                           | с. Зеленянка, Красносільська с/р, біля Будинку культури   | 1941—1945 рр.          | 1981 р.                            | ск. Д. В. Цуркан, м. Одеса         | з/бетон                             | вис. 7,5 м, ш. 14 м                     | № 96 17.02.1983 р.             |
| 19.   | 119         | Пам'ятник 170 воїнам — односельчанам, загиблим на фронтах ВВВ                                        | с. Кісниця, Кісницька с/р, вул. Незалежності              | 1941—1945 рр.          | 1982 р.                            | ск. Д. В. Цуркан, м. Одеса         | бетон                               | ск. 3 м, п. 1,4 м                       | № 75 20.02.1985 р.             |
| 20.   | 354         | Пам'ятник 106 воїнам-односельчанам, загиблим на фронтах ВВВ                                          | с. Красносілка, Красносільська с/р, біля Будинку культури | 1941—1945 рр.          | 1973 р.                            | ск. І. М. Сухина                   | ск. з/бетон, пост. з/бетон, об. з/б | ск. 1,8 м, п. 1,2х15,4х5,9 м, об. 8 м   | № 96 17.02.1983 р.             |
| 21.   | 118         | Братська могила 1342 воїнів Радянської армії, загиблих при визволенні селища та навколишніх сіл      | смт Крижопіль, Крижопільська сел/р, біля Будинку культури | 1941—1945 рр.          | 1972 р.                            | Одеський худ. фонд                 | з/бетон                             | ск. 3 м, п. 1,2 м                       | № 75 20.02.85 р.               |
| 22.   | 433         | Пам'ятник 240 воїнам-односельчанам, загиблим на фронтах ВВВ                                          | с. Крикливець, Крикливецька с/р, вул. Кірова              | -//-                   | 1967 р.                            | Київський худ. фонд                | ск. бетон, пост. цегла              | ск. 2,7 м, п. 4х2,5х2,5 м               | № 313 10.06.1971 р.            |
| 23.   | 351         | Пам'ятник 168 воїнам-односельчанам, загиблим на фронтах ВВВ                                          | с. Куниче, Куницька с/р, біля Будинку культури            | 1941—1945 рр.          | 1979 р.                            | ск. А. І. Сіваков, м. Одеса        | ск. бетон, пост. цегла              | ск. 3,5 м, п. 1,9х2,2х2,2 м             | № 96 17.02.1983 р.             |
| 24.   | 352         | Пам'ятник 163 воїнам-односельчанам, загиблим на фронтах ВВВ                                          | с. Леонівка, Джугастрянська с/р, біля Будинку культури    | 1941—1945 рр.          | 1978 р.                            | Вінницький худ. фонд               | ск. з/бетон, пост. з/бетон          | ск. 3,5 м, п. 4х2х0,3 м                 | № 96 17.02.1983 р.             |
| 25.   | 185         | Пам'ятник 65 воїнам-односельчанам, загиблим на фронтах ВВВ                                           | с. Мар'янівка, Дахталійська с/р, біля клубу               | 1941—1945 рр.          | 1973 р.                            | ск. П. Д. Рессера                  | ск. бетон, пост. цегла              | ск. 3,2 м, п. 2,3х1,6х1,6 м             | № 29 19.06.1977 р.             |
| 26.   | 434         | Братська могила 66 мирних жителів села, розстріляних фашистами                                       | с. Павлівка, Павлівська с/р, вул. Леніна                  | 1944 р.                | 1966 р.                            | місцеві майстри                    | об. камінь, пост. камінь            | об. 2 м, п. 1,7х1,1х1 м                 | № 313 10.06.1971 р.            |
| 27.   | 187         | Пам'ятник 150 воїнам-односельчанам, загиблим на фронтах ВВВ                                          | с. Павлівка, Павлівська с/р, вул. Леніна                  | 1941—1945 рр.          | 1974 р.                            | ск. В. М. Ольшанов, м. Одеса       | ск. бетон, пост. камінь             | ск. 3,5 м, п. 3,2х1,4х1,5 м             | № 29 19.06.1977 р.             |
| 28.   | 435         | Пам'ятник 223 воїнам-односельчанам, загиблим у ВВВ                                                   | с. Радянське, Голубецька с/р, біля магазину               | 1941—1945 рр.          | 1968 р.                            | Київський худ. фонд                | ск. з/б, пост. бетон                | ск. 2 м, п. 3х3,4х3 м                   | № 313 10.06.1971 р.            |
| 29.   | 188         | Пам'ятник 131 воїнам-односельчанам, загиблим на фронтах ВВВ                                          | с. Савчине, Савчинська с/р, біля контори КСП              | 1941—1945 рр.          | 1970 р.                            | ск. Д. В. Цуркан, м. Одеса         | ск. бетон, пост. бетон              | ск. 3,3 м, п. 3,5х1,2х3,4 м             | № 29 19.06.1977 р.             |
| 30.   | 429         | Братська могила 25 воїнів Радянської армії і партизан, загиблих при визволенні села                  | с. Соколівка, Соколівська с/р, вул. Леніна                | 1944 р.                | 1953 р.                            | Одеський худ. фонд                 | ск. з/бетон, пост. черепашник       | ск. 2,2 м, п. 1,5х1,1х0,9 м             | № 313 10.06.1971 р.            |
| 31.   | 353         | Пам'ятник 435 воїнам-односельчанам, загиблим на фронтах ВВВ                                          | с. Соколівка, Соколівська с/р, біля Будинку культури      | 1941—1945 рр.          | 1980 р.                            | ск. Д. В. Цуркан, м. Одеса         | ск. бетон, ст. бетон                | ск. 1,85 м, ст. 12х25 м                 | № 96 17.02.1983 р.             |
| 32.   | 79          | Пам'ятний знак жертвам голодомору                                                                    | с. Соколівка, Соколівська с/р, на кладовищі               | 1932—1933 рр.          | 1993 р.                            | місцеві майстри                    | __                                  | 2,5 м                                   | № 501 20.12.1993 р.            |
| 33.   | 516         | Пам'ятник 241 воїнам-односельчанам, загиблим на фронтах ВВВ                                          | с. Тернівка, Тернівська с/р, біля Будинку культури        | 1941—1945 рр.          | 1981 р.                            | ск. Швець-Машкара, м. Київ         | ск. з/бетон, пост. бетон            | ск. 2,7 м, п. 1,8х2,2х2,2 м             | № 96 17.02.1983 р.             |
| 34.   | 428         | Братська могила 83 воїнів Радянської армії і партизан, загиблих при обороні та визволенні села       | с. Шарапанівка, Шарапанівська с/р, вул. Леніна            | 1941 р.                | 1957 р.                            | Одеський худ. фонд                 | ск. з/б, пост. камінь               | ск. 2,5 м, п. 1,5х1,25х1,27 м           | № 313 10.06.1971 р.            |
| 35.   | 72          | Пам'ятник 383 воїнам-односельчанам, загиблим на фронтах ВВВ                                          | с. Шарапанівка, Шарапанівська с/р, вул. Калініна          | 1941—1945 рр.          | 1985 р.                            | Вінницький худ. фонд               | з/бетон, бетон                      | ск. 5 м, п. 2,5 м                       | № 228 22.05.1986 р.            |
|       |             | |                                                           |                        |                                    |                                    |                                     |                                         |                                |